# Farners Pei Hong Travet Ximénez
Farners Pei Hong Travet Ximénez   (República Popular de la Xina, 5 de febrer de 2004) coneguda simplement com a Farners Pei Hong, és una influenciadora catalana d'origen xinès. Els seus inicis a les xarxes socials a internet van ser quan tenia vuit anys amb un blog propi sobre literatura. Més endavant, el 2018 va obrir un canal a YouTube dedicat a qüestions relacionades amb l'adopció, atès que ella va ser adoptada, i el 2020 va passar a TikTok on suma més de 100.000 seguidors arran de viralitzar-se una versió accelerada de la cançó «Coti x Coti». Juntament amb el creador de contingut David Rodríguez, conegut amb el sobrenom de David Its Me, presenta el pòdcast en vídeo Kids a Catalunya Ràdio i a SX3. El 2024 va ser nominada al premi AMIC-Tresdeu d'instagramer.

## Obra
- Sota pell fràgil, cor valent (Editorial Molino, 2025)